# 高山冬青
高山冬青（学名：Ilex rockii）为冬青科冬青属的植物，为中国的特有植物。分布于中国大陆的云南、西藏、四川等地，生长于海拔2,700米至4,300米的地区，多生长在高山灌丛、杂木林中、山坡林中、冷杉林中以及杜鹃林中，目前已由人工引种栽培。

## 别名
洛氏冬青（拉汉种子植物名称），黑毛冬青（四川植物志）